# Real Federación Española de Fútbol

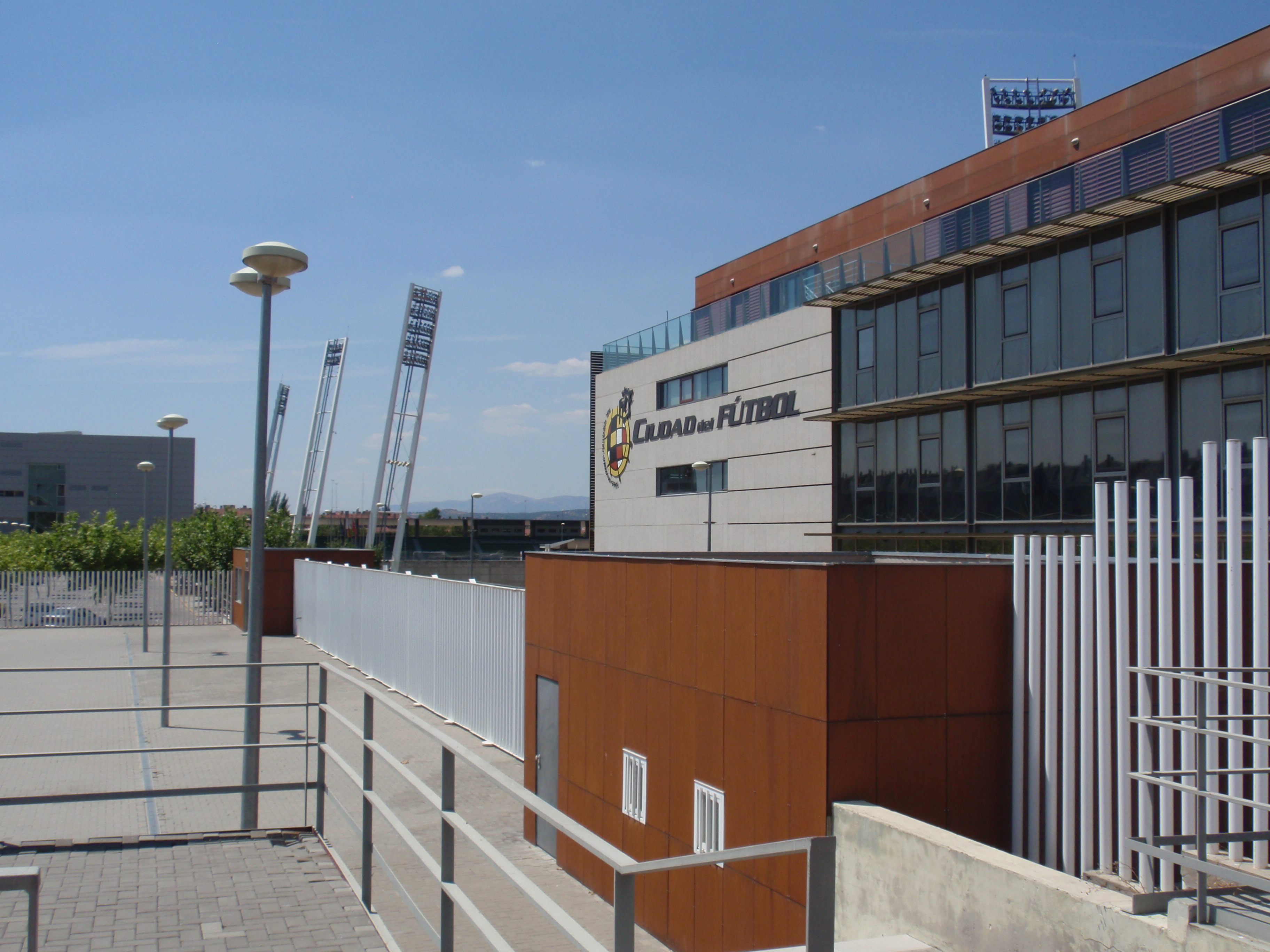
Sede de la RFEF en Las Rozas, Comunidad de Madrid.

La Real Federación Española de Fútbol (RFEF) es el organismo rector del fútbol en España. Fue fundada el 29 de septiembre de 1913, y tiene su antecedente directo en la Federación Española de Clubs de Football, constituida en 1909. Legalmente se trata de una asociación privada de utilidad pública. Su sede se encuentra en Las Rozas de Madrid, donde se ubica la Ciudad del Fútbol, inaugurada el 12 de mayo de 2003.
La RFEF está afiliada a la Federación Internacional de Asociaciones de Fútbol  (FIFA) y a la Unión Europea de Asociaciones de Fútbol (UEFA), los máximos organismos del balompié a nivel mundial y europeo respectivamente, y al Comité Olímpico Español (COE), en calidad de federación con deporte olímpico. En mayo de 2019, tenía 21 148 clubes inscritos y 1 063 090 futbolistas federados, siendo la federación deportiva con más licencias de España.

## Historia

### Orígenes, 1909
La «Federación Española de Clubs de Football» (FECF), entidad que se constituyó en Madrid el 14 de octubre de 1909, es el antecedente de la actual «Real Federación Española de Fútbol» (RFEF). Los primeros clubes en adherirse a esa originaria federación, encargada de la organización del Campeonato de España, fueron el Foot-Ball Club Barcelona, el Tarragona Football Club, el Club Español de Madrid, la Sociedad Gimnástica de Madrid, el Irún Sporting Club, el Pamplona Football Club, el Real Club Fortuna de Vigo y el Vigo Football Club. Sin embargo, otros clubes no reconocieron al nuevo organismo como federación nacional única, incluyendo entidades relevantes como el Madrid Football Club, el Athletic Club de Bilbao y el Club Ciclista de San Sebastián, por entonces vigente campeón nacional, al cual encargaron la organización alternativa del Campeonato de España de 1910, auspiciando el embrión de la fugaz «Unión Española de Clubs de Football» (UECF), al margen del torneo oficial organizado por la FECF. Ambos torneos fueron declarados finalmente oficiales, tras el acuerdo de unificación de todos los clubes bajo la FECF de octubre de 1910, proclamándose dos campeones nacionales ese mismo año, el Barcelona —ganador del campeonato de la FECF disputado en Madrid— y el Athletic —vencedor de la competición alternativa disputada en San Sebastián—.
Sin embargo, el primer campeonato disputado tras la reunificación, el Campeonato de España de 1911, estuvo marcado por las trifulcas entre los participantes, muchos de los cuales se retiraron de la competición. Los incidentes forzaron la dimisión del presidente de la Federación, José Ortega, siendo elegido sucesor Juan Padrós, quien rechazó el cargo, iniciándose un proceso de inestabilidad en la presidencia. Las discusiones para decidir la sede donde debía disputarse el Campeonato de España en 1913, acabaron provocando otro cisma en la FECF. En la asamblea celebrada en mayo de 1912, el Barcelona anunció su marcha de la Federación; le secundaron otros clubes barceloneses como el Sabadell, el Badalona, el España de Barcelona o el Internacional, así como tres clubes guipuzcoanos: Irún, Real Sociedad y Vasconia. El 29 de noviembre de 1912, los clubes disidentes fundaron la «Unión Española de Clubs de Football» (UECF) en San Sebastián. En una situación similar a la que había pasado tres años antes, estos equipos organizaron su propio Campeonato de España en 1913, de forma paralela al que la Federación organizó ese año.
Tanto la Federación Española de Clubs (FECF) como la Unión Española de Clubs (UECF), trataron de convertirse en los representantes del balompié español. Ambos organismos tenían como progenitores o bien a la reina Victoria Eugenia (abanderando el Campeonato de España de la Unión de Clubs, para el que concedió una copa) o al rey Alfonso XIII (presidente honorífico de la Federación desde su fundación). El 15 de febrero de 1913, el rey Alfonso XIII aceptó la presidencia de honor de la UECF y le concedió el título de Real. En marzo se informaba de que el Comité permanente de la FIFA no aceptaba la inscripción de la FECF, aduciendo la bicefalía federativa existente en España, conminando a ambas federaciones a su fusión o a la creación de un comité interfederal similar al existente en Francia (Comité français interfédéral). Cabe aclarar que, a nivel internacional, la FECF había estado afiliada desde su fundación a la UIAFA, pero a esas alturas dicho organismo había desaparecido, por lo que se hacía urgente y necesario ingresar en otra federación de carácter internacional. En relación con la FIFA, el Madrid F.C. había sido uno de sus fundadores en 1904, pero no llegó a participar en ningún congreso o reunión posterior y perdió la membresía. Entre 1905 y 1913 no hubo ningún representante español afiliado a la FIFA.
La RUECF intentó internacionalizarse realizando un partido internacional contra la Ligue de football association, uno de los miembros del CFI francés, celebrado el 25 de mayo de 1913 en el Campo de Amute de Fuenterrabía. José Ángel Berraondo hizo las funciones de seleccionador español y árbitro del encuentro. La mayoría de los jugadores eran vascos. Ambos equipos empataron a uno con goles de José Agustín Eizaguirre en propia puerta y del capitán Juan Sandalio Arzuaga. Según periodistas como Manuel Rosón, el revuelo posterior llegó a oídos del rey Alfonso XIII que habría llamado a Juan Padrós, presidente de la Federación, para interesarse por el asunto y pedirle que arreglase la situación antes de que ésta llegase a mayores, y también llevaría al presidente de la FIFA, el inglés Daniel Burley Woolfall a contactar con Carlos Padrós, referencia del fútbol español y expresidente del Madrid F.C., para pedirle explicaciones sobre estas nuevas federaciones. Por otro lado, la FECF solicitó el título de Real el 29 de mayo de 1913, siéndole concedido al día siguiente.
El Congreso de la FIFA en Copenhague celebrado el 31 de mayo de 1913, rechazaba el ingreso del balompié español, al no aceptar la coexistencia de dos federaciones, lo que implicaba la prohibición de partidos internacionales entre equipos españoles y los clubes adscritos al organismo internacional. También a finales del mes de mayo, la FECF organizó una Asamblea y Juan Padrós renunció al cargo, siendo elegido presidente Ricardo Ruiz Ferry (periodista deportivo), con Adolfo Meléndez Cadalso y Antonio Bernabéu de Yeste, como vicepresidente y secretario respectivamente. En el mes de julio, la RUECF envió una carta firmada por su secretario Julián Olave en la que invitaba a alcanzar un acuerdo de fusión entre ambas federaciones. Ruiz Ferry acudió a finales de julio a San Sebastián para reunirse con los representantes de la RUECF y negociar con ellos un acuerdo definitivo. En dicho acuerdo se aprobó el principio de fusión de ambas entidades y la constitución provisional de cuatro federaciones regionales (este, oeste, norte y centro), cuyos delegados asistirían el 1 de septiembre de 1913 a la sede del Real Aero Club de España, en Madrid, a la asamblea constitutiva de una nueva entidad, fusión de las dos anteriores.

### Fundación, 1913
Los días 1 y 2 de septiembre, tal y como estaba previsto, se lleva a cabo en el Real Aero Club de España la asamblea constitutiva de la nueva federación, siendo elegido como nombre «Real Federación Española de Football» y otorgando la presidencia de honor al rey Alfonso XIII. Durante dicha asamblea se hizo constar en acta que se trataba de la asamblea constitutiva de una nueva federación completamente distinta a la RFECF y la RUECF. Asimismo, se nombró un comité directivo bajo la vicepresidencia de Ruiz Ferry, con autoridad para designar a su presidente efectivo, de conformidad con el presidente honorario. Dicho comité directivo tomó posesión de sus cargos el 18 de septiembre. La RFEF obtuvo el título de Real el 25 de septiembre y Alfonso XIII aceptó la presidencia honoraria. Históricamente se ha dado el 29 de septiembre de 1913 como la fecha de constitución definitiva, aunque otras fuentes adelantan la fecha de fundación al 1 de septiembre, cuando se celebró la primera sesión de la asamblea constitutiva. También el mismo día 29 de septiembre, Daniel Burley Woolfall inscribió la petición española de ingreso en la FIFA, oficializándose la adhesión de pleno derecho en el organismo internacional en la asamblea celebrada en Oslo el 27 de julio de 1914. En enero de 1914 se informó de la designación de Francisco García Molinas como presidente de la RFEF. El 16 de enero de 1914, la RFEF presentó sus Estatutos ante el Gobierno Civil de Madrid para su aprobación e inscripción en el Registro de Asociaciones ya que era un requisito indispensable que el correspondiente gobernador civil diera validez administrativa al proceso, de acuerdo con la Ley de Asociaciones de 1887. Sin embargo, era habitual en la época que el proceso se demorara y dicha aprobación no se hizo efectiva hasta el 16 de septiembre de 1921. Por otra parte, la disolución de la antigua FECF se consumó el 18 de octubre de 1913, mientras que la disolución de la Unión de Clubs acordada por su asamblea se hizo efectiva el 5 de febrero de 1914.
Otro de los temas debatidos en la asamblea constitutiva de la RFEF fueron las nuevas bases del Campeonato de España, para poner fin a las disputas que habían marcado las últimas ediciones del torneo. Se acordó, entre otras medidas, instituir los campeonatos organizados por las distintas federaciones regionales como una fase previa al Campeonato de España. Se dividió el país en diez regiones; aunque inicialmente sólo en cuatro (Galicia, Norte, Cataluña y Centro) existían federaciones con campeonatos regionales en marcha. En 1914, el Campeonato de España–Copa de SM el Rey fue organizado por la RFEF por primera vez.  En 1915 se puso en marcha la Copa del Príncipe de Asturias de Fútbol, un campeonato de España de selecciones regionales. El torneo se había organizado por primera vez dos años antes, cuando Juan Padrós era presidente de la FECF, siendo apadrinado por el rey Alfonso XIII, quien cedió un trofeo en nombre de su hijo Alfonso de Borbón y Battenberg. Con la RFEF ya constituida, el torneo fue instituido oficialmente en su asamblea ordinaria de 1914. La Selección Norte fue la primera ganadora del torneo.

### Selección Nacional de Fútbol, 1920
El 21 de mayo de 1920, la Asamblea General de la RFEF aprobó la creación de la selección nacional de fútbol para participar en los Juegos Olímpicos de Amberes 1920, dado que previamente la federación no reconocía oficialmente el profesionalismo en el fútbol. Fue designado un comité de seleccionadores formado por Paco Bru (en representación de la región de Cataluña), José Ángel Berraondo (de la región Norte) y Julián Ruete (de la región Centro), aunque finalmente los dos últimos renunciaron por motivos personales, y se incorporó a la expedición Luis Argüello (tesorero de la Federación).
El 28 de agosto de 1920, se disputó el primer partido oficial del combinado español, celebrado en el estadio La Butte de Forest (4,5 kilómetros al suroeste de Bruselas) ante unos 3 000 espectadores. España vistió con camiseta roja, pantalón blanco, medias negras y un león bordado en el pecho. El partido terminó con victoria por 1-0 ante Dinamarca, con gol del guipuzcoano Patricio Arabolaza en el minuto 54'. En su debut en competición internacional, España regresó de la cita olímpica con la medalla de plata.

### Campeonato Nacional de Liga, 1929
El 30 de junio de 1926, tras un largo proceso de debate, los clubes aprueban el primer «Reglamento del Fútbol Profesional Español». El fútbol español, siguiendo el modelo inglés, daba así el paso al profesionalismo. Esto sentaría las bases para la fundación del Campeonato Nacional de Liga, cuya primera edición se disputó en 1929. 
La primera edición del Campeonato Nacional de Liga, transcurrió desde febrero a junio de 1929, y fue disputada por diez clubes. Seis clubes fueron seleccionados por ser campeones de España (Real Madrid Football Club, Foot-Ball Club Barcelona, Athletic Club de Bilbao, Arenas Club de Guecho, Real Unión Club de Irún y Real Sociedad —como club sucesor del Club Ciclista de San Sebastián—), otros tres como subcampeones (Athletic Club de Madrid, Real Club Deportivo Español y Club Deportivo Europa), y para decidir la décima plaza, se organizó un torneo eliminatorio entre diez clubes, el cual venció el Real Santander Racing Club al imponerse al Sevilla Fútbol Club en la final. El Barcelona se proclamó campeón de la primera edición liguera con 25 puntos, seguido a dos puntos del Real Madrid.

### Presidencia Porta, 1976-1984
En diciembre de 1976, la RFEF celebró sus primeras elecciones democráticas en las que Pablo Porta fue el candidato único y se proclamó presidente del máximo organismo del balompié español. Bajo su presidencia, España organizó la Copa Mundial de 1982, y a nivel de competiciones nacionales, se introdujo la Segunda División B en la temporada 1977/78, como categoría intermedia entre la Segunda y la Tercera División, además de crearse la Supercopa de España en 1982. En 1984, fue sustituido en la presidencia por José Luis Roca como consecuencia de la aplicación del Real Decreto 643/1984, en el que se decía que «un presidente no podía estar al frente de una federación deportiva durante más de dos legislaturas».

### Presidencia Villar, 1988-2018
Ángel María Villar es elegido presidente en 1988, permaneciendo ocho mandatos al frente de la federación. En 1990, debido a la Ley 10/1990 del Deporte, de 15 de octubre de 1990, se obligó a casi todos los clubes profesionales de Primera y Segunda división a convertirse en sociedad anónima deportiva. Esta transformación se tenía que realizar antes del 30 de junio de 1992 y de no hacerse hubiera supuesto el descenso automático de los clubes implicados. El Real Madrid Club de Fútbol, el Fútbol Club Barcelona, el Athletic Club y el Club Atlético Osasuna fueron las únicas excepciones y a día de hoy siguen siendo asociaciones deportivas no mercantiles. Además, debido a esta misma ley, los clubes filiales eran asimilados por los clubes profesionales, quedando integrados en su estructura. Por ello, desde la temporada 1990-91 los filiales dejaron de participar en la Copa del Rey. En la temporada 1993-94, la Federación reintrodujo la Copa Federación que no se disputaba desde la temporada 1952-53.
Coincidiendo con el inicio de su cuarto mandato al frente de la federación (2000-2004), Villar anuncia la construcción de un complejo federativo que sustituiría la histórica sede de la calle Alberto Bosch de Madrid, por otra que integrara la nueva sede federativa y unas instalaciones que albergaran la sede habitual de concentración de la selección nacional absoluta y del resto de selecciones nacionales de la RFEF. El 12 de mayo de 2003, fue inaugurada la Ciudad del Fútbol de Las Rozas, compuesta por el edificio sede federativo, el edificio técnico deportivo, un hotel-residencia, un pabellón polideportivo y cuatro campos de fútbol.
A finales de su quinto mandato (2004-2008), el Gobierno de la Nación a través del Consejo Superior de Deportes, instó a la RFEF a cumplir una Orden Ministerial del 6 de diciembre de 2007, que obligaba a convocar elecciones antes del verano de 2008 a todas aquellas federaciones que no hubiesen logrado la clasificación para los Juegos Olímpicos de Pekín. Sin embargo, el 3 de marzo de 2008 la asamblea de la RFEF, avalando la postura del presidente Villar, decidió mantener la fecha de los comicios a la presidencia previstos para noviembre de ese año, cuando expiraban los cuatro años del mandato.
Durante su sexto mandato (2008-2012), la Federación Española y la Federación Portuguesa, presentaron una candidatura conjunta ibérica para albergar la fase final de la Copa Mundial de 2018, siendo finalmente la candidatura rusa la elegida tras una controvertida votación. En 2009, la Federación organizó una serie de actos conmemorativos de su centenario, al considerarse heredera de la «Federación Española de Clubs de Foot-Ball» fundada en 1909. Pese a la controversia existente entre los expertos en relación con la fecha del centenario, el 14 de noviembre de 2009 se disputó un partido amistoso conmemorativo entre España y Argentina en el Estadio Vicente Calderón, con victoria local por 2-1, en el que se desplegó un mosaico con los colores rojigualdas durante la interpretación del himno nacional.
En el transcurso de su octavo mandato (2016-2020), Villar ingresó en prisión al estar implicado en varios casos de corrupción junto a su hijo Gorka y Juan Padrón, el 20 de julio de 2017. El 21 de diciembre de 2017, el Tribunal Administrativo del Deporte (TAD), destituyó a Villar del cargo de presidente federativo, al considerar probada su falta de neutralidad en unas elecciones celebradas unos meses antes. Fue sustituido con carácter provisional por Juan Luis Larrea, quien perdió la votación asamblearia para asumir definitivamente el cargo, el 17 de mayo de 2018 frente a Luis Rubiales, elegido nuevo presidente de la Federación. Tras la renuncia de Iker Casillas como candidato, Rubiales fue ratificado en el cargo el 21 de septiembre de 2020, por el periodo 2020-2024.

### Presidencia Rubiales, 2018-2023
Relacionado con los acontecimientos ocurridos tras la final de la Copa Mundial Femenina de Fútbol, celebrada el día 20 de agosto de 2023 y ganada por España en el estadio Accor de Sidney, la FIFA decide, el día 24 de dicho mes, abrir expediente disciplinario al presidente de RFEF, Luis Rubiales.
El sábado 26 de agosto de 2023, la Comisión Disciplinaria de la FIFA suspende a Rubiales, presidente de la RFEF, dictaminando

«la suspensión provisional del Sr. Luis Rubiales de toda actividad relacionada con el fútbol a nivel nacional e internacional. Esta suspensión, que será efectiva desde el día de hoy, se extiende por un periodo inicial de noventa días, y en tanto en cuanto se tramita el procedimiento disciplinario abierto por esta Comisión Disciplinaria contra el Sr. Luis Rubiales el pasado jueves 24 de agosto».

Asimismo,

el presidente de la Comisión Disciplinaria de la FIFA al objeto de preservar, entre otros factores, los derechos fundamentales de la jugadora de la selección nacional de fútbol Sra. Jennifer Hermoso y el buen orden del procedimiento disciplinario que se encuentre en tramitación ante este órgano disciplinario, ha dictado dos directivas adicionales (artículo 7 CDF) mediante las cuales

ordena al Sr. Luis Rubiales que se abstenga, mediante el mismo o terceros, de contactar o intentar contactar con la jugadora profesional de la selección nacional española Sra. Jennifer Hermoso o a su entorno cercano.

Igualmente se ordena a la RFEF y a sus oficiales o empleados, de manera directa o a través de terceros, abstenerse de contactar a la jugadora profesional de la selección nacional española Sra. Jennifer Hermoso o a su entorno cercano.

Ante esta resolución, la RFEF emite un comunicado en el que se notifica que «de acuerdo con lo previsto en los Estatutos de la RFEF, el Vicepresidente adjunto a la Presidencia, Pedro Rocha Junco, asume la presidencia interina durante este periodo».
A última hora del día 10 de septiembre de 2023, la Real Federación Española de Fútbol confirma que Luis M. Rubiales Béjar ha presentado su dimisión.

### Intervención gubernamental y presidencia de Pedro Rocha, abril-diciembre 2024
La Unidad Central Operativa registro la Real Federación Española de Fútbol en una investigación relacionada con supuestos contratos irregulares en los últimos cinco años y realizó varias detenciones.
En abril de 2024 el Gobierno, a través del Consejo Superior de Deportes, intervino la Federación, creando una Comisión de Supervisión, Normalización y Representación para tutelar el organismo federativo. El 30 de abril de ese mes el Consejo de Ministros nombró al exseleccionador nacional Vicente del Bosque como presidente de dicha comisión.

### Elecciones y nueva presidencia
En diciembre de 2024 se llevaron a cabo elecciones en la Real Federación Española de Fútbol (RFEF) para renovar la presidencia, en un contexto de transición y cambios en la organización. Los comicios contaron con dos principales candidatos: Rafael Louzán, presidente de la Federación Gallega de Fútbol desde 2014, y Salvador Gomar, presidente de la Federación de Fútbol de la Comunidad Valenciana. Louzán obtuvo el respaldo mayoritario de la Asamblea General, con 90 votos frente a los 43 de Gomar, convirtiéndose en el nuevo presidente de la RFEF para el período 2024-2028.

## Presidentes
| Presidente                                                             | Período                                                     | Nota(s) |
| Presidentes de la Federación Española de Clubs de Foot-ball            | Presidentes de la Federación Española de Clubs de Foot-ball | Presidentes de la Federación Española de Clubs de Foot-ball                                                                       |
| ---------------------------------------------------------------------- | ----------------------------------------------------------- | --- |
| Pedro Sánchez de Neyra, marqués de Casa Alta                           | 1909-1911                                                   | |
| Ramón Paz Iglesias                                                     | 1911-1911                                                   | |
| José Ortega                                                            | 1911-1911                                                   | |
| Juan Padrós Rubio                                                      | 1911-1911                                                   | |
| Ricardo Ruiz Ferry                                                     | 1911-1912                                                   | |
| Ramón Paz Iglesias                                                     | 1912-1912                                                   | |
| Juan Padrós Rubio                                                      | 1912-1913                                                   | |
| Ricardo Ruiz Ferry                                                     | 1913-1913                                                   | |
| Presidentes de la Real Federación Española de Fútbol                   |                                                             | |
| Francisco García Molinas                                               | 1913-1916                                                   | |
| Gabriel Maura Gamazo                                                   | 1916-1920                                                   | Debut de España en partido internacional. Medalla de plata en los Juegos Olímpicos de 1920.                                       |
| Luis Argüello                                                          | 1920-1921                                                   | Presidente en funciones. |
| David Ormaechea                                                        | 1921-1923                                                   | |
| Gabriel Maura Gamazo                                                   | 1923-1924                                                   | |
| Julián Olave                                                           | 1924-1926                                                   | |
| Antonio Bernabéu                                                       | 1926-1927                                                   | |
| Pedro Díez de Rivera                                                   | 1927-1931                                                   | |
| Leopoldo García Durán                                                  | 1931-1936                                                   | Debut en una Copa Mundial de Fútbol (1934)                                                                                        |
| Durante la guerra civil española (1936 a 1939) el cargo quedó vacante. |                                                             | |
| Julián Troncoso                                                        | 1939-1940                                                   | |
| Luis Saura                                                             | 1940-1941                                                   | |
| Javier Barroso                                                         | 1941-1946                                                   | |
| Jesús Rivero Meneses                                                   | 1946-1947                                                   | |
| Armando Muñoz Calero                                                   | 1947-1950                                                   | Cuarto puesto en la Copa Mundial de Fútbol de 1950.                                                                               |
| Manuel Valdés                                                          | 1950-1952                                                   | |
| Sancho Dávila                                                          | 1952-1954                                                   | |
| Juan Touzón                                                            | 1954-1956                                                   | |
| Alfonso de la Fuente                                                   | 1956-1960                                                   | |
| Benito Pico                                                            | 1960-1967                                                   | Campeonato de la Eurocopa 1964.                                                                                                   |
| José Luis Costa                                                        | 1967-1970                                                   | |
| José Luis Pérez-Payá                                                   | 1970-1975                                                   | |
| Pablo Porta                                                            | 1975-1984                                                   | Primer vencedor de unas elecciones (1976) y organización de la Copa Mundial de Fútbol de 1982; subcampeonato de la Eurocopa 1984. |
| José Luis Roca                                                         | 1984-1988                                                   | |
| Ángel María Villar                                                     | 1988-2017                                                   | Imputado por delitos de corrupción que conllevaron su ingreso en prisión y cese como presidente de la Federación.                 |
| Juan Luis Larrea                                                       | 2017-2018                                                   | En funciones, de forma cautelar y provisional.                                                                                    |
| Luis Rubiales                                                          | 2018-2023                                                   | Suspensión con carácter provisional por dictamen de la Comisión Disciplinaria de la FIFA Dimisión el 10 de septiembre de 2023.    |
| Pedro Rocha                                                            | 2023-2024                                                   | De carácter interino, por suspensión del anterior y posterior dimisión del mismo.                                                 |
| Rafael del Amo                                                         | 2024                                                        | Presidente de la Comisión Gestora durante el periodo electoral, tras la dimisión de su predecesor.                                |
| Pedro Rocha                                                            | 2024                                                        | |
| María Ángeles García Chaves                                            | 2024                                                        | De carácter interino, por suspensión del anterior.                                                                                |
| Rafael Louzán                                                          | 2024-Act                                                    | Nuevo presidente de la RFEF |

## Federaciones territoriales
La Real Federación está integrada por diecinueve federaciones regionales o territoriales (dos ciudades y diecisiete comunidades autónomas), que organizan el fútbol a escala regional en España.
- Andalucía: Real Federación Andaluza de Fútbol (RFAF)
- Aragón: Real Federación Aragonesa de Fútbol (RFAF)[84]
- Asturias: Real Federación de Fútbol del Principado de Asturias (RFFPA)
- Canarias: Federación Canaria de Fútbol (FCF)
- Cantabria: Real Federación Cántabra de Fútbol (RFCF)[85]
- Castilla y León: Real Federación de Castilla y León de Fútbol (RFCYLF)[86]
- Castilla-La Mancha: Federación de Fútbol de Castilla-La Mancha (FFCM)
- Cataluña: Federación Catalana de Fútbol/Federació Catalana de Futbol (FCF)
- Ceuta: Real Federación de Fútbol de Ceuta (RFFCE)[87]
- Comunidad Valenciana: Federación de Fútbol de la Comunidad Valenciana/Federació de Futbol de la Comunitat Valenciana (FFCV)
- Comunidad de Madrid: Real Federación de Fútbol de Madrid (RFFM)[88]
- Extremadura: Real Federación Extremeña de Fútbol (RFEXF)[89]
- Galicia: Real Federación Gallega de Fútbol/Real Federación Galega de Fútbol (RFGF)[90]
- Islas Baleares: Federación de Fútbol de las Islas Baleares/Federació de Futbol de les Illes Balears (FFIB)
- La Rioja: Federación Riojana de Fútbol (FRF)
- Melilla: Real Federación Melillense de Fútbol (RFMF)[91]
- Región de Murcia: Federación de Fútbol de la Región de Murcia (FFRM)
- Navarra: Federación Navarra de Fútbol (FNF)
- País Vasco: Federación Vasca de Fútbol/Euskadiko Futbol Federakundea (FVF/EFF)

## Competiciones nacionales de clubes
Fútbol
| Torneo                   | Última edición           | Vigente campeón          |
| Competiciones masculinas | Competiciones masculinas | Competiciones masculinas |
| ------------------------ | ------------------------ | ------------------------ |
| Primera División         | 94.ª edición (2024-25)   | F. C. Barcelona          |
| Segunda División         | 94.ª edición (2024-25)   | Levante U. D.            |
| Primera Federación       | 4.ª edición (2024-25)    | A. D. Ceuta F. C.        |
| Segunda Federación       | 4.ª edición (2024-25)    | Múltiples vencedores     |
| Tercera Federación       | 4.ª edición (2024-25)    | Múltiples vencedores     |
| Supercopa                | 41.ª edición (2024-25)   | F. C. Barcelona          |
| Copa de SM el Rey        | 121.ª edición (2024-25)  | F. C. Barcelona          |
| Copa Federación          | 32.ª edición (2024-25)   | C. D. Extremadura        |
| Competiciones femeninas  |                          |                          |
| Primera División         | 37.ª edición (2024-25)   | F. C. Barcelona          |
| Primera Federación       | 3.ª edición (2024-25)    | Alhama C. F.             |
| Segunda Federación       | 3.ª edición (2024-25)    | Múltiples vencedores     |
| Tercera Federación       | 3.ª edición (2024-25)    | Múltiples vencedores     |
| Supercopa                | 6.ª edición (2024-25)    | F. C. Barcelona          |
| Copa de SM la Reina      | 43.ª edición (2024-25)   | F. C. Barcelona          |
| Competiciones juveniles  |                          |                          |
| División de Honor        | 39.ª edición (2024-25)   | Múltiples vencedores     |
| Copa de Campeones        | 30.ª edición (2024-25)   | Real Betis Balompié      |
| Copa de SM el Rey        | 73.ª edición (2024-25)   | F. C. Barcelona          |

Futsal
| Torneo                   | Última edición           | Vigente campeón                   |
| Competiciones masculinas | Competiciones masculinas | Competiciones masculinas          |
| ------------------------ | ------------------------ | --------------------------------- |
| Primera División         | 36.ª edición (2024-25)   | Futsal Cartagena                  |
| Segunda División         | 36.ª edición (2024-25)   | Real Betis Futsal                 |
| Copa de España           | 36.ª edición (2024-25)   | Peñíscola F. S.                   |
| Copa de SM el Rey        | 15.ª edición (2024-25)   | Movistar Inter                    |
| Supercopa                | 35.ª edición (2024-25)   | Futsal Cartagena                  |
| Competiciones femeninas  |                          |                                   |
| Primera División         | 29.ª edición (2022-23)   | C. D. Burela F. S.                |
| Segunda División         | 15.ª edición (2022-23)   | Atlético Torcal                   |
| Copa de SM la Reina      | 31.ª edición (2024-25)   | C. D. Burela F. S.                |
| Supercopa                | 22.ª edición (2024-25)   | C. D. Futsi Atlético Navalcarnero |

## Palmarés

### Selección nacional masculina

#### Absoluta
| Competición          | Campeón                     | Subcampeón      | Tercer puesto |
| -------------------- | --------------------------- | --------------- | ------------- |
| Copa Mundial         | 1 (2010)                    | –               | –             |
| Campeonato Europeo   | 4 (1964, 2008, 2012 y 2024) | 1 (1984)        | 1 (2020)      |
| Liga de Naciones     | 1 (2023)                    | 2 (2021 y 2025) | –             |
| Copa Confederaciones | –                           | 1 (2013)        | 1 (2009)      |
| Juegos Olímpicos     | –                           | 1 (1920)        | –             |

#### Sub-23/21
| Competición      | Campeón                           | Subcampeón                  | Tercer puesto   |
| ---------------- | --------------------------------- | --------------------------- | --------------- |
| Juegos Olímpicos | 2 (1992 y 2024)                   | 2 (2000 y 2020)             | –               |
| Europeo Sub-21   | 5 (1986, 1998, 2011, 2013 y 2019) | 4 (1984, 1996, 2017 y 2023) | 2 (1994 y 2000) |

#### Sub-20/19
| Competición    | Campeón                                                                      | Subcampeón                        | Tercer puesto |
| -------------- | ---------------------------------------------------------------------------- | --------------------------------- | ------------- |
| Mundial Sub-20 | 1 (1999)                                                                     | 2 (1985 y 2003)                   | –             |
| Europeo Sub-19 | 12 (1952, 1954, 1995, 2002, 2004, 2006, 2007, 2011, 2012, 2015, 2019 y 2024) | 5 (1957, 1964, 1996, 2010 y 2025) | –             |

#### Sub-17
| Competición    | Campeón                                                   | Subcampeón                              | Tercer puesto         |
| -------------- | --------------------------------------------------------- | --------------------------------------- | --------------------- |
| Mundial Sub-17 | –                                                         | 4 (1991, 2003, 2007 y 2017)             | 2 (1997 y 2009)       |
| Europeo Sub-17 | 9 (1986, 1988, 1991, 1997, 1999, 2001, 2007, 2008 y 2017) | 6 (1992, 1995, 2003, 2004, 2010 y 2016) | 3 (1985, 1998 y 2006) |

### Selección nacional femenina

#### Absoluta
| Competición        | Campeón  | Subcampeón | Tercer puesto |
| ------------------ | -------- | ---------- | ------------- |
| Copa Mundial       | 1 (2023) | –          | –             |
| Campeonato Europeo | –        | 1 (2025)   | 1 (1997)      |
| Liga de Naciones   | 1 (2024) | –          | –             |

#### Sub-20/19
| Competición    | Campeón                                       | Subcampeón                        | Tercer puesto |
| -------------- | --------------------------------------------- | --------------------------------- | ------------- |
| Mundial Sub-20 | 1 (2022)                                      | 1 (2018)                          | –             |
| Europeo Sub-19 | 7 (2004, 2017, 2018, 2022, 2023, 2024 y 2025) | 5 (2000, 2012, 2014, 2015 y 2016) | –             |

#### Sub-17
| Competición    | Campeón                           | Subcampeón                              | Tercer puesto   |
| -------------- | --------------------------------- | --------------------------------------- | --------------- |
| Mundial Sub-17 | 2 (2018 y 2022)                   | 2 (2014 y 2024)                         | 2 (2010 y 2016) |
| Europeo Sub-17 | 5 (2010, 2011, 2015, 2018 y 2024) | 6 (2009, 2014, 2016, 2017, 2022 y 2023) | 1 (2013)        |

### Selección nacional masculina, futsal

#### Absoluta
| Competición        | Campeón                                       | Subcampeón            | Tercer puesto         |
| ------------------ | --------------------------------------------- | --------------------- | --------------------- |
| Copa Mundial       | 2 (2000 y 2004)                               | 3 (1996, 2008 y 2012) | 1 (1992)              |
| Campeonato Europeo | 7 (1996, 2001, 2005, 2007, 2010, 2012 y 2016) | 2 (1999 y 2018)       | 3 (2003, 2014 y 2022) |

### Selección nacional femenina, futsal

#### Absoluta
| Competición        | Campeón               | Subcampeón | Tercer puesto |
| ------------------ | --------------------- | ---------- | ------------- |
| Campeonato Europeo | 3 (2019, 2022 y 2023) | –          | –             |

## Distinciones
| Distinción                                     | Año                                            |
| ---------------------------------------------- | ---------------------------------------------- |
| Placa de Oro – Real Orden del Mérito Deportivo | 2009                                           |
| Galardón                                       | Año                                            |
| Premio FIFA Fair Play                          | 1991                                           |
| Premio UEFA Maurice Burlaz                     | 1994, 1996, 1998, 2002, 2004, 2006, 2007, 2011 |